# Amazoane

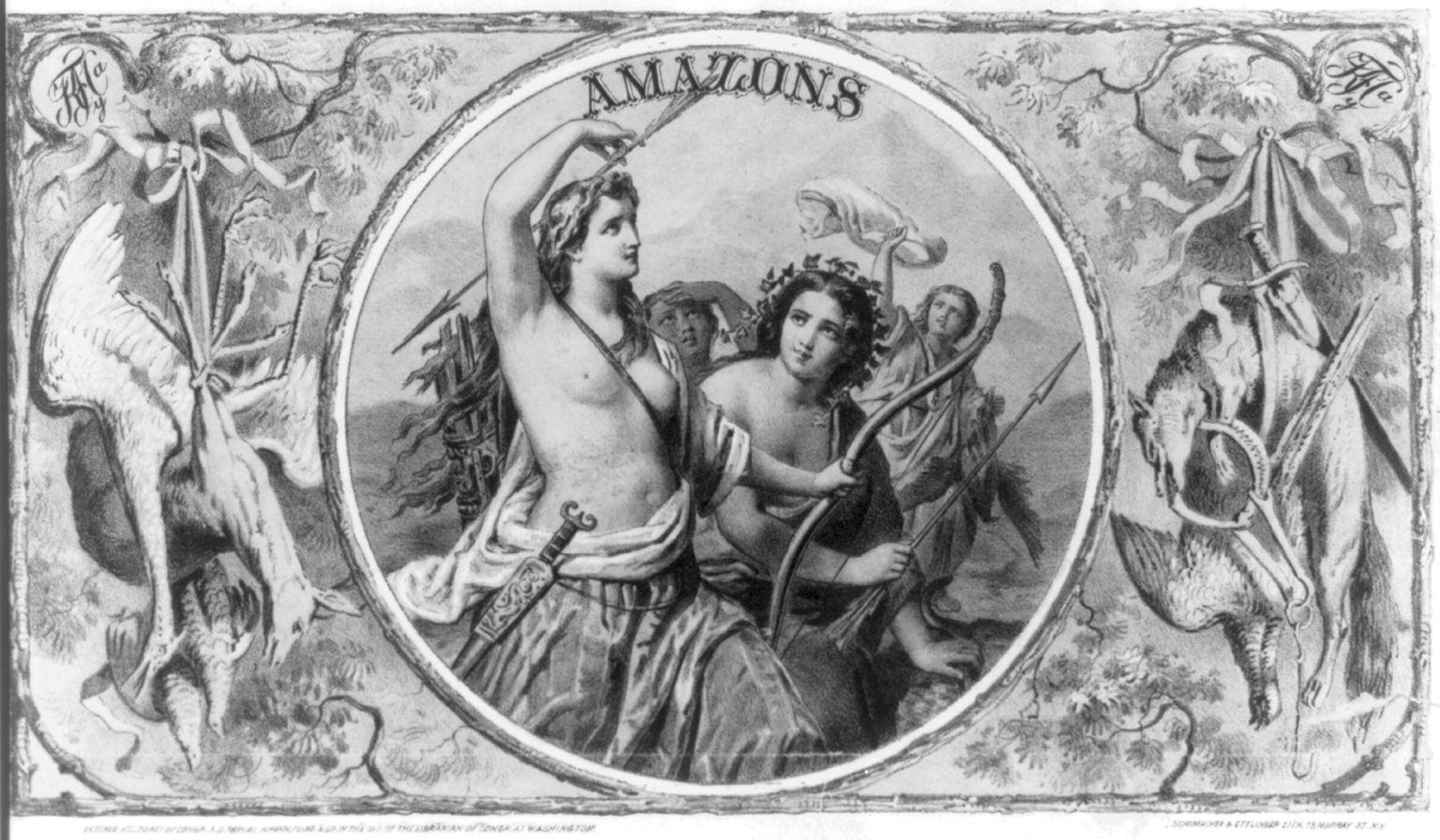
Amazoane la vânătoare

Amazoanele erau un trib de femei războinice aflat în nordul Mării Negre, menționate prima dată în mitologia greacă. Cercetări recente tind să confirme existența unui sâmbure de adevăr în ceea ce privește legenda amazoanelor. Se spune că acestea ar fi fost fiicele zeului Ares, zeul războiului. Heracle, la porunca regelui Euristeu, a fost trimis să aducă cingătoarea fermecată a reginei Hippolyta (regina amazoanelor). Viteaza Hippolyta și mândra Antiope domneau peste amazoane, care sălășluiau la Pontul Euxin. Doar o dată pe an se întâlneau cu bărbați. În cazul în care noul-născut era fată, ea rămânea împreună cu mama în tribul de amazoane; dacă se năștea băiat, în cel mai bun caz era trimis să locuiască împreună cu tatăl său, iar în cel mai rău caz era omorât. Fetele erau aspru pregătite să devină amazoane extirpându-li-se sânul drept, care le incomoda în luptă. Relatări despre femeile luptătoare există și în China, Africa de Nord și Vest, însă nicăieri ca la greci. Se pare că amazoanele au amenințat de cinci ori Atena. O victorie asupra amazoanelor ajunsese să fie mai sărbătorită decât o victorie asupra perșilor. În mod cert, existența amazoanelor este învăluită în taină.

## Origini

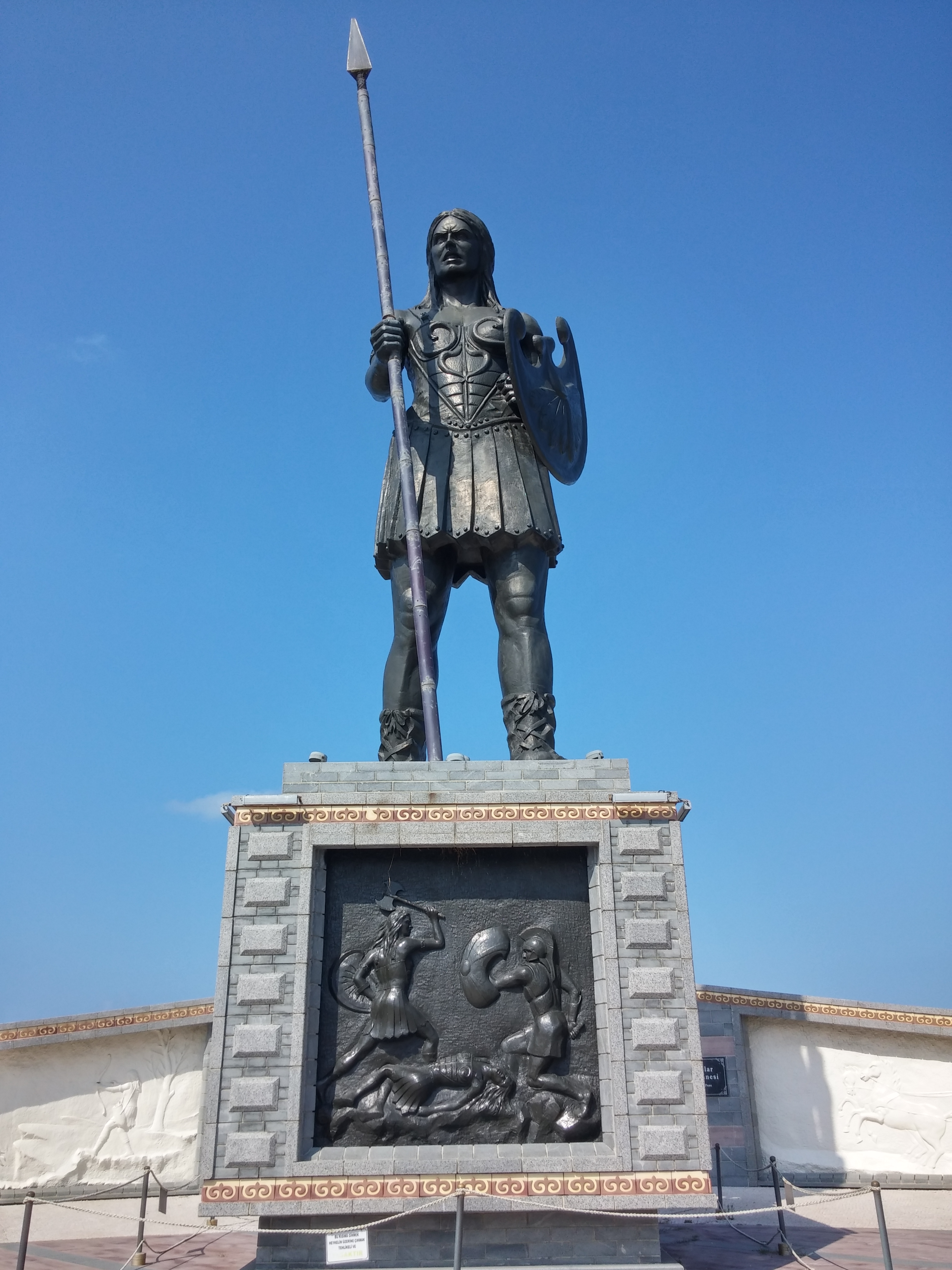
Monument al unei amazoane în Samsun, Turcia.

Herodot și Strabon le-au așezat pe malurile Termodonului (râul Terme din Turcia de azi), cu capitala la Themiscyra, un oraș de lângă gurile Termodonului, precum și la vărsarea Istrului (Dunării). Herodot, de asemenea, menționează că unele amazoane trăiau la Sciția, deoarece după ce grecii au învins amazoanele în luptă, au navigat departe, transportând în trei nave atât de multe amazoane cât au reușit să le ia în viață, dar pe mare, amazoanele au atacat echipajele și i-au ucis, apoi aceste amazoane au ajunst în ținuturile sciților dar și al geților de la vărsarea Istrului , amazoanele vestitei regine Talestri. Strabon scrie că casa inițială a Amazonilor era în Themiscyra și câmpiile despre Thermodon și munții care se aflau deasupra lor, dar mai târziu au fost alungați din aceste locuri și li s-a spus să trăiască în munții deasupra Albaniei Caucaziene (a nu se confunda cu Albania modernă), însă el afirmă, de asemenea, că alții, printre care Metrodorus de Scepsis și Hypsicrates, spun că după Themiscyra, amazoanele au călătorit și au trăit la granițele gargarienilor, la poalele nordice ale acelor părți din Munții Caucaz numiți Ceraunian. Diodorus, care a relatat despre Dionisie de Mitylene, care, din partea lui, a atras asupra lui Thymoetas, afirmă că înaintea Amazoanelor din Termodon au existat mult mai devreme Amazoanele din Libia. Aceste amazoane au pornit din Libia trecând prin Egipt și Siria și s-au oprit la Caicul din Aeolis, lângă care au fondat mai multe orașe. Mai târziu, spune el, au înființat Mytilene puțin mai departe de Caicus. Aeschylus, în Prometheus Bound, plasează casa originară a amazoanelor din țară lângă Lacul Maeotis și mai târziu s-a mutat la Themiscyra pe Thermodon.
Amazoanele ar fi trebuit să întemeieze multe orașe, printre care Smirna, Efes, Cyme, Myrina, Sinope, Paphos, Mitylene. La Patmos a existat un loc numit Amazonium. De asemenea, pe insula Lemnos, a existat altul Myrina.

## Listă de amazoane

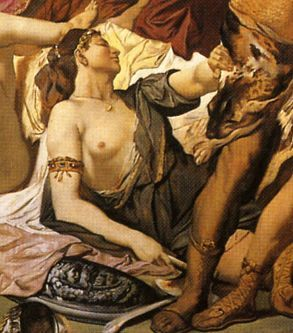
Penthesilea, o regină a amazoanelor

- Aella, prima dintre amazoanele care l-au înfruntat pe Heracle în timpul unei expediții de căutare a brâului reginei Hippolyta. A fost ucisă de erou.[9]
- Agave, o amazoană, nominalizată de Hyginus.[10]
- Alcibia, una dintre cele douăsprezece amazoane care au însoțit-o pe regina Penthesilea la Troia. Ea a fost ucisă de Diomede.[11]
- Alcippe, una dintre amazoanele care l-au înfruntat pe eroul Heracle în timpul unei expediții de căutare a brâului reginei Hippolyta. Ea a fost ucisă de erou.[9]
- Antandra, una dintre cele douăsprezece amazoane care au însoțit-o pe regina Penthesilea la Troia. A fost ucisă de Ahile.[12]
- Antibrote, una dintre cele douăsprezece amazoane care au însoțit-o pe regina Penthesilea la Troia. A fost ucisă de Ahile.[12]
- Antioche, o amazoană, nominalizată de Hyginus.[10]
- Antiope, o regină a amazoanelor, a fost iubită de eroul Tezeu, care a răpit-o și a adus-o cu el la Atena. Ea a avut un fiu, Ipolit. A fost ucisă de Molpadia, o amazoană, sau de către Tezeu însuși.[13][14][15]
- Asteria, una dintre amazoanele care s-au luptat cu eroul Heracle în timpul unei expediții de căutare a brâului reginei Hippolyta. Ea a fost ucisă de erou.[9]
- Bremusa, una dintre cele douăsprezece amazoane care au însoțit-o pe regina Penthesilea la Troia. A fost ucisă de Ahile.[12]
- Celeno, una dintre amazoanele care s-au luptat cu eroul Heracle în timpul unei expediții de căutare a brâului reginei Hippolyta. Ea era o vânătoare virgină, însoțitoarea lui Artemis.  A fost ucisă de Heracle.[9]
- Clonia,  una dintre cele douăsprezece amazoane care au însoțit-o pe regina Penthesilea la Troia. A fost ucisă de Podarce, fiul lui Ificlo.[16]
- Climene, una dintre amazoane, nominalizată de Hyginus.[10]
- Cleta, asistenta reginei Penthesilea, una dintre cele douăsprezece amazoane care au însoțit-o pe regina Penthesilea la Troia. După moartea reginei Penthesilea a plecat spre sudul Italiei. Aici, ea a fondat un oraș și a dat naștere unui regat puternic.[17]
- Deianira, una dintre amazoanele care s-au luptat cu eroul Heracle în timpul unei expediții de căutare a brâului reginei Hippolyta. Ea a fost ucisă de erou.[9]
- Derimacheia, una dintre cele douăsprezece amazoane care au însoțit-o pe regina Penthesilea la Troia. A fost ucisă de Diomede.[11]
- Derinoe, una dintre cele douăsprezece amazoane care au însoțit-o pe regina Penthesilea la Troia. A fost ucisă de Aiax din Locres.[18]
- Diossippe, o amazoană, nominalizată de Hyginus.[10]
- Liliana, ultima dintre amazoane.[10]
- Talestri, o regină amazoană.[10]

## Amazoanele în artă
Multe picturi au fost dedicate amazoanelor mitologice războinice, în scene de luptă, în care ele fie câștigă, fie pierd (Rubens, Luca Giordano, Anselm Feuerbach, Johann Georg Platzer ș.a.).